# Primera División de Chile 1945
Primera División de Chile 1945 var den chilenska högstaligan i fotboll för herrar för säsongen 1945, som slutade med att Green Cross vann för första gången. Ligan bestod av 12 lag som spelade mot varandra två gånger var, vilket innebar 22 omgångar.

## Sluttabell
| Plac | Lag                  | S  | V  | O | F  | GM | IM | MSK | Poäng |
| ---- | -------------------- | -- | -- | - | -- | -- | -- | --- | ----- |
| 1    | Green Cross          | 22 | 12 | 6 | 4  | 58 | 36 | 22  | 30    |
| 2    | Unión Española       | 22 | 11 | 5 | 6  | 46 | 36 | 10  | 27    |
| 3    | Universidad de Chile | 22 | 11 | 4 | 7  | 54 | 38 | 16  | 26    |
| 4    | Audax Italiano       | 22 | 10 | 4 | 8  | 52 | 47 | 5   | 24    |
| 5    | Santiago Wanderers   | 22 | 7  | 9 | 6  | 44 | 40 | 4   | 23    |
| 6    | Magallanes           | 22 | 10 | 2 | 10 | 35 | 42 | -7  | 22    |
| 7    | Santiago Morning     | 22 | 9  | 3 | 10 | 50 | 55 | -5  | 21    |
| 8    | Universidad Católica | 22 | 7  | 7 | 8  | 45 | 50 | -5  | 21    |
| 9    | Everton              | 22 | 7  | 6 | 9  | 40 | 44 | -4  | 20    |
| 10   | Santiago National    | 22 | 7  | 6 | 9  | 42 | 53 | -11 | 20    |
| 11   | Colo-Colo            | 22 | 8  | 3 | 11 | 39 | 38 | 1   | 19    |
| 12   | Santiago Badminton   | 22 | 3  | 5 | 14 | 29 | 55 | -26 | 11    |

| Primera División Vinnare av Primera División 1945 |
| ------------------------------------------------- |
| Chile                                             |
| Green Cross 1:a titeln                            |